# Ioan Sabău
Ioan Ovidiu Sabău (Câmpia Turzii, 12 februari 1968) is een Roemeens voetbaltrainer en ex-speler.

## Clubcarrière
Zijn professioneel debuut was bij U Cluj in 1986. In 1990 werd hij kampioen met Dinamo Boekarest. Daarna speelde hij onder andere bij Feyenoord (1990-1992). Hij maakte zijn debuut in de eredivisie op zondag 2 september 1990 in de thuiswedstrijd tegen MVV (6-0). Sabău nam in dat duel de vijfde treffer voor zijn rekening en werd na 65 minuten vervangen door Paul Nortan. Na twee seizoenen vertrok hij naar de Italiaanse club Brescia, mede omdat de toen 24-jarige international te zwaar op de Rotterdamse begroting drukte. Later werd hij nog twee keer kampioen (1999, 2003) en won een keer de beker (2002) met Rapid Boekarest.

## Interlandcarrière
Sabău maakte zijn debuut voor het Roemeens voetbalelftal op 3 februari 1988 in Haifa tegen Israel. Na twee jaar afwezig te zijn geweest bij het nationaal elftal speelde hij nog vijf wedstrijden. Zijn interlandtotaal kwam daarmee op 52 wedstrijden en acht doelpunten.

## Trainerscarrière
Hij is sinds 2010 de trainer van FCM Târgu Mureș.

## Erelijst
Feyenoord
- KNVB beker

1991, 1992
- Nederlandse Supercup

1991